# Slapshot Magazine
Slapshot Magazine est une revue bimensuelle de la presse française consacrée au hockey sur glace. Crée en 2000, distribué en France, en Suisse, en Belgique, il est consacré à l'actualité de la Ligue nationale de hockey (LNH), de la Ligue Magnus, du roller-hockey, du Hockey sur glace féminin, des équipes de France et depuis peu au Floorball. Sa rédaction en chef est assurée par Sébastien Hanssens. Il compte environ 400 abonnés et est imprimé à 4 500 exemplaires. Il est distribué par la société Asphalt Rink Éditions et basé dans la ville de Saverne. Chaque numéro est également ponctuée d'une rubrique Shopping où les lecteurs peuvent voir l'avis des rédacteurs sur le matériel tout juste sorti. Son slogan est « Le magazine 100% hockey » et « Hockey Culture ». Son concurrent est Hockey Magazine.

## Structure
Les numéros suivent l'organisation suivante et se répartissent en quatre rubriques  : 
Rubrique NHL (gérée par Erwan Bouric)
- Le Zapping NHL : retour sur les événements marquants des derniers mois dans la NHL.
- Le Baromètre des Frenchies : un retour sur les joueurs français qui jouent dans la NHL actuellement comme Antoine Roussel, Pierre-Edouard Bellemare, Tim Bozon...
- Différents articles de fond sur les franchises américaines et canadiennes de la Ligue.
- Des portraits de joueurs...

Rubrique Glace (gérée par Vincent Gautier)
- Articles sur la Ligue Magnus.
- Entrevues avec des acteurs du hockey français[4]...
- Articles et portraits sur le Hockey Féminin.
- (Depuis 2015) L'oeil du coach : Article où Pierre Pousse, entraîneur de l'Équipe de France livre son regard d'entraîneur sur l'équipe des Bleus.

Rubrique Roller-Hockey (gérée par Yann Maillet)
- Articles sur le championnat de France de roller in line hockey.
- Portraits de joueurs.

Rubrique Prolongations 
- Nouvelles sur le floorball[5].
- Shopping, page où les lecteurs peuvent voir les derniers accessoires "tendance" dans le monde du hockey avec avis de l'équipe rédactionnelle.

Aussi, l'équipe du magazine peut réaliser des numéros spéciaux. Ainsi, un "numéro rouge" a été réalisé sur le hockey russe en juin-août 2016, un numéro spécial "Équipe de France" en 2015. Pour la sortie de son soixante-sixième numéro en avril-mai 2014, le magazine a rendu hommage au joueur Canadien Mario Lemieux, connu pour aborder sur son chandail ce numéro.

## Palet de glace
Chaque année depuis 2014, le magazine décerne le « Palet de glace », qui récompense le meilleur joueur français jouant dans un championnat de hockey sur glace. 
Récipiendaire du Palet de glace depuis sa création :
2014 : Antoine Roussel
2015 : Cristobal Huet
2016 : Yohann Auvitu

## Équipe rédactionnelle
L'équipe de Slapshot Magazine est composé de passionnés. Au numéro 83, les noms qui écrivaient dans la revue étaient : Sébastien Bernard, Philippe Biller, Maxence Châble, Gauthier Chambon, Charles Dubré-Beduneau, Arthur Heuzard, Nicolas Jacquet, Mathieu Laforgue, Nicolas Leborgne, Grégoire Mehl, Alexandre Pengloan, Pierre Pousse, Niels Ravn, Sébastien Thomas, Thomas Woloch. 